# Annika Knoll
Annika Knoll (Titisee-Neustadt, 6 de noviembre de 1993) es una deportista alemana que compitió en biatlón. Ganó tres medallas en el Campeonato Europeo de Biatlón entre los años 2014 y 2016.

## Palmarés internacional
| Campeonato Europeo | Campeonato Europeo           | Campeonato Europeo | Campeonato Europeo |
| Año                | Lugar                        | Medalla            | Prueba             |
| ------------------ | ---------------------------- | ------------------ | ------------------ |
| 2014               | Nové Město (República Checa) | Medalla de plata   | Relevo             |
| 2015               | Otepää (Estonia)             | Medalla de plata   | Relevo             |
| 2016               | Tiumén (Rusia)               | Medalla de bronce  | Velocidad          |